# محمية برقا الصقور الطبيعية
برقا الصقور (بالإنجليزية: Barqa Al-Soqour)‏ هي إحدى المحميات البرية الـ13 في الإمارات العربية المتحدة. تقع في منطقة الظفرة وتعد موطناً للمستنقعات الساحلية المالحة المعروفة باسم السبخات وتشتهر باحتوائها على الأعشاب والحشائش المعمرة. تبلغ مساحة المحمية 79 كيلومتراً مربعاً وتعتبر إحدى عوامل الجذب السياحي في المنطقة. تفتح محمية برقا الصقور أبوابها لعشاق التنزه في الهواء الطلق من شهر أكتوبر الى شهر أبريل.
أعلن على المحمية في مرسوم أميري نشر في الجريدة الرسمية الصادرة عن الأمانة العامة للمجلس التنفيذي لإمارة أبوظبي بتاريخ 2017. وقد نص المرسوم الأميري رقم 20 لسنة 2017 على إعلان محمية برقا الصقور الطبيعية في المادة الأولى محمية طبيعية في منطقة الظفرة تحت اسم "محمية قصر السراب الطبيعية" بمساحة إجمالية قدرها 79 كيلومتر مربع على أن تتولى هيئة البيئة في أبوظبي إدارة المحمية من خلال تحديد الأعمال والتصرفات المحظورة فيها، ومنح التراخيص للأنشطة أو التصرفات أو الأعمال في المناطق المحيطة بمنطقة المحمية، بعد إجراء وقبول دراسة تقييم الأثر البيئي.

## التنوع البيولوجي
تتميز محمية برقا الصقور دون غيرها من المحميات بتنوع بيولوجي يشمل العديد من الأنواع النادرة منها العناكب الصيادة، ونبات "بصيل مي" والبوم النساري، بالإضافة إلى قط الرمال العربي.
تتشح المحمية بغطاء نباتي مميز وهي من أهم مواقع تكاثر طائر الحبارى. كما شوهد قط الرمال العربي في دراسة ميدانية من عام 2019 بالإضافة للضب المصري.